# Терпило Данило Ількович
Данило Терпило (отаман Зелений; 16 (28) грудня 1886, Трипілля — †  кінець листопада 1919, Стрітівка) — український громадський діяч, революціонер і повстанський отаман Російської імперії, а згодом України.

## Життєпис
Народився 16 (28 грудня) 1886 року в селі Трипіллі (тепер Обухівського району Київської області). Закінчив церковнопарафіяльну школу і двокласне земське училище. Навчався в Житомирській школі прапорщиків.
Під час революції 1905—1907 років став членом гуртка соціалістів-революціонерів, який очолював з 1906 року. Вперше арештований 1907 року. Просидів у в'язниці три місяці. Вдруге арештований 22 вересня 1908 року за антиурядову діяльність і засланий у Холмогори Архангельської губернії на три роки. Брав участь у першій світовій війні: у 1914–1917 роках мобілізований до російської армії. Проходив службу на Західному фронті при штабі XXXV корпусу.
У 1917 році повернувся в Україну. 1917 року навчався в Житомирській школі прапорщиків, де в той час викладав сотник Никифор Авраменко.
Після Жовтневого перевороту трипільці визнали владу Центральної Ради. Відновлена Іваном Гавришем та Данилом Терпилом Трипільська організація соціалістів-революціонерів мала великий вплив на околиці: Трипільську, Черняхівську, Германівську, Обухівську та Великодмитрівську волості. В той час Данило Терпило з товаришами і закладали мережу майбутнього повстанського руху: структура війська, старшини, зброя, місця збору, агентура, оповіщення та все інше, що входить в поняття забезпечення мобілізаційної готовності.

### Проти гетьмана
У березні 1918 року в Трипілля зайшли німці та війська Української Держави. Ліберально налаштована українська інтелігенція зайняла антигетьманську позицію.
Агітував за Центральну Раду. У листопаді 1918 брав участь у повстанні проти гетьманського уряду на Трипільщині. 21 листопада вояки Данила Терпила розгромили Трипільську гетьманську варту. Тоді його загін налічував близько 4 000 селян.
В листопаді 1918 року, визнавши верховенство Директорії УНР, створив тритисячну I Дніпровську повстанську дивізію, яка спільно із загонами Петлюри та січових стрільців у грудні 1918 року зайняла Київ.

### Проти Петлюри
В грудні розпустив дивізію. 22 січня 1919 з Києва відправлено загін Січових стрільців на чолі з сотником Думіним на придушення бунту отамана Зеленого (Данила Терпила), якій відмовився виступити на фронт у район Чернігова. В січні 1919 знову зібрав армію та співпрацював з червоними, проте після спроби червоних реформувати загони Зеленого на зразок Червоної Армії змінив рішення.
На початку січня 1919 р. із середовища партій, що входили до складу уряду Директорії, виділилися фракції: з УСДРП — «незалежники», а з УПСР — ліві есери. Всі вони визнали Радянську владу в Україні. В Трипіллі на повітовому селянсько-козачому з'їзді Зелений заявив, що його устрімлення розійшлися з політикою Директорії і він вступає з нею в конфронтацію. Після з'їзду повстанці навколишніх волостей почали збиратися в Трипіллі. Через кілька днів у Григорівці було скликано другий повітовий з'їзд, на який прибуло 80 делегатів. З'їзд обрав повітовий виконком і командиром загону затвердив отамана Зеленого. Згодом загін було найменовано — Перша Київська Радянська дивізія.

### Проти більшовиків

Андрій Пустовий, начальник кінної розвідки отамана Зеленого

5 лютого 1919 року більшовики зайняли Київ, почався грабунок Київщини більшовицькими продзагонами, що спонукало українське село до опору. В квітні 1919 року, опираючись на підтримку населення, Терпило розпочав боротьбу з російською комуністичною окупаційною владою, яка ще в березні оголосила його поза законом.
Він зайняв Трипілля та вбив там більшовицьких агітаторів.
Отаман Зелений увійшов до підпільного Всеукраїнського ревкому, який очолював Олександр Грудницький, а до складу ревкому входили отамани Ангел і Соколовський. Зелений став військовим комісаром ревкому. У зверненні «До селян і робітників України» наголошувалося: «Ми домагаємося такого: — Україна мусить бути незалежною…».
8-10 квітня 1919 отаман Зелений разом з отаманами Струком, Соколовським та Бурлакою на короткий час оволоділи Києвом, підтримавши Куренівське повстання проти більшовиків. Повстанці значною мірою паралізували більшовицькі структури на Київщині.
Загони Зеленого отримали назву «Першої Київської дивізії». Тоді ж було утворено на Васильківщині й «Другу Київську повстанську дивізію» (отаман Марко Шляховий). Ці дві дивізії були зведені в «Перший повстанський кіш», який очолив отаман Зелений. І вже влітку район Трипілля-Васильків- Мотовилівка-Кагарлик повністю перейшов до рук повстанців. На початку травня до отамана Зеленого приєднався отаман Ангел з невеликим загоном, зазнавши поразки від більшовиків на Чернігівщині.
Більшовицька влада в травні 1919 року кинула проти повстанців зведений загін кількістю 21 тисяча вояків Червоної Армії. Червоні задіяли проти повсталих навіть Дніпровську флотилію. До 14–16 травня отамана вибили з його району, а його армія розійшлася по домівках, скоротившись до двох тисяч і розпавшись на дрібні загони. В кінці травня 1919 року Раднарком України оголосив про винагороду за голови Зеленого та Ангела, живих чи мертвих, у сумі 50 тис. рублів. Зелений і Ангел на початку червня 1919 року перебралися на лівий берег Дніпра через вітачівський дерев'яний міст у районі Обухова і розпустили козаків. Було поширено чутки, що Зеленого і Ангела зарубали козаки. В Переяславі поріділі загони Зеленого з'єдналися з військами отамана Григор'єва.
Але вже в ніч з 26 на 27 червня 1919 року червоні були вибиті з Трипілля 1-м полком Підкови (полковник Максим Удод) та 2-им полком під керівництвом Максима Терпила — двоюрідного брата Зеленого.
Зелений воював проти більшовиків на території Васильківського, Фастівського, Ржищевського, Обухівського та Переяславського повітів сучасної Київської області, а також на території Чернігівської, Полтавської і Подільської губерній.
У Переяславі 15 липня 1919 р. отаман Зелений урочисто, в присутності місцевого люду та свого війська, скасував Переяславську угоду 1654 року про «возз'єднання» з Московією. В цей час його сили становили близько 30 тисяч козаків і старшин.
Див. також: Трипільський похід 1919

### Проти Денікіна
31 серпня 1919 року білогвардійці Денікіна захопили Київ. У вересні 1919 року отаман Зелений з одним із загонів відбув до Кам'янець-Подільського, де разом з отаманом Ангелом та делегацією від отамана Гаврашенка 17 вересня зустрівся з урядовцями Директорії і особисто з Симоном Петлюрою. Повстанці вимагали надання боєприпасів та негайного початку наступу на денікінців. Після цього отаман Зелений провів у своїх військах нараду, де було ухвалено визнання Української Директорії за верховну владу.
Всю осінь отаман Зелений воював з денікінцями, очоливши велику партизанську армію, в якій нараховувалося до 30 тисяч вояків. Зоною діяльності партизанських зелених загонів стали Чигиринський, Черкаський, Канівський і Звенигородський повіти. Зелені вибили денікінців з Кагарлика, а 11 жовтня 1919 року їм вдалося на деякий час захопити і Київ.
У жовтні 1919 року Зелений вступив у бій з денікінцями і був тяжко поранений: бій стався неподалік Канева. Дорогою до Трипілля отаман помер у селі Стрітівка. 
Похований у Трипіллі на березі річки Красної на кутку Заброди. Могила не збереглася.

## Вшанування пам'яті

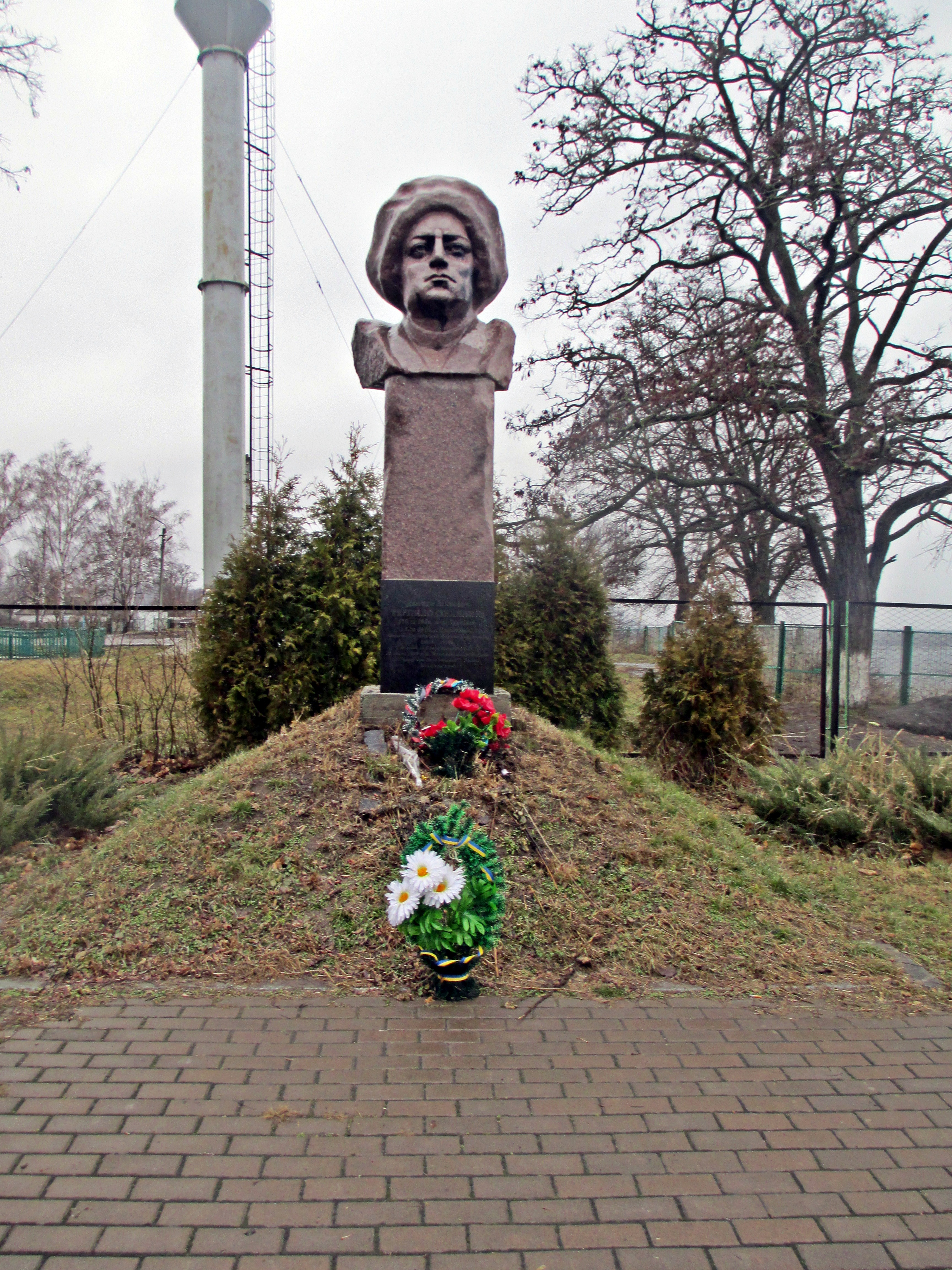
Погруддя отамана Зеленого у Трипіллі

- У рідному Трипіллі отаману Зеленому встановлений пам'ятник.
- Вулиця Отамана Зеленого у Борисполі[7].
- Вулиця Отамана Зеленого в Києві.
- Вулиця Отамана Зеленого в Обухові.
- Вулиця Отамана Зеленого у Трипіллі[8].
- Дума про отамана Зеленого[9].
- Пісня про отамана Зеленого[10].

## Виноски
1. 1 2  Чеська національна авторитетна база даних
2. ↑  Ренат Польовий. Спомини запорожця
3. ↑  И соседние атаманские республики
4. ↑  Савченко В. А. Двенадцать войн за Украину. Глава 12. — Горячечное «повстанческое» лето 1919 года
5. ↑  Завальнюк К. В. Провісники волі. Розмова з отам. Зеленим. — С. 217—218 (PDF). Архів оригіналу (PDF) за 20 грудня 2016. Процитовано 16 грудня 2017. [Архівовано 2016-12-20 у Wayback Machine.]
6. ↑  В. А. Савченко. Симон Петлюра. Архів оригіналу за 17 грудня 2017. Процитовано 16 грудня 2017.
7. ↑  Рішення Бориспільської міської ради про перейменування окремих вулиць, провулків, площі та водного об'єкта міста Борисполя № 42-2-VII від 17 грудня 2015 року // Газета «Трудова слава» № 194-197, с. 15 [Архівовано 04.03.2016, у Wayback Machine.]
8. ↑  «Назва має значення». В Українській громаді перейменують 17 вулиць. Українська громада (укр.). 9 лютого 2023. Процитовано 9 лютого 2023.
9. ↑  Розділ «Дума про отамана Зеленого (Додаток № 10)». TextBook (укр.). Процитовано 18 серпня 2023.
10. ↑  Розділ «Пісня про отамана Зеленого (Додаток № 11)». TextBook (укр.). Процитовано 18 серпня 2023.